# Émile Chautard
Émile Chautard, nato Émile Pierre Chautard (Avignone, 7 settembre 1864 – Los Angeles, 24 aprile 1934), è stato un regista, attore e sceneggiatore statunitense di origine francese.

## Biografia

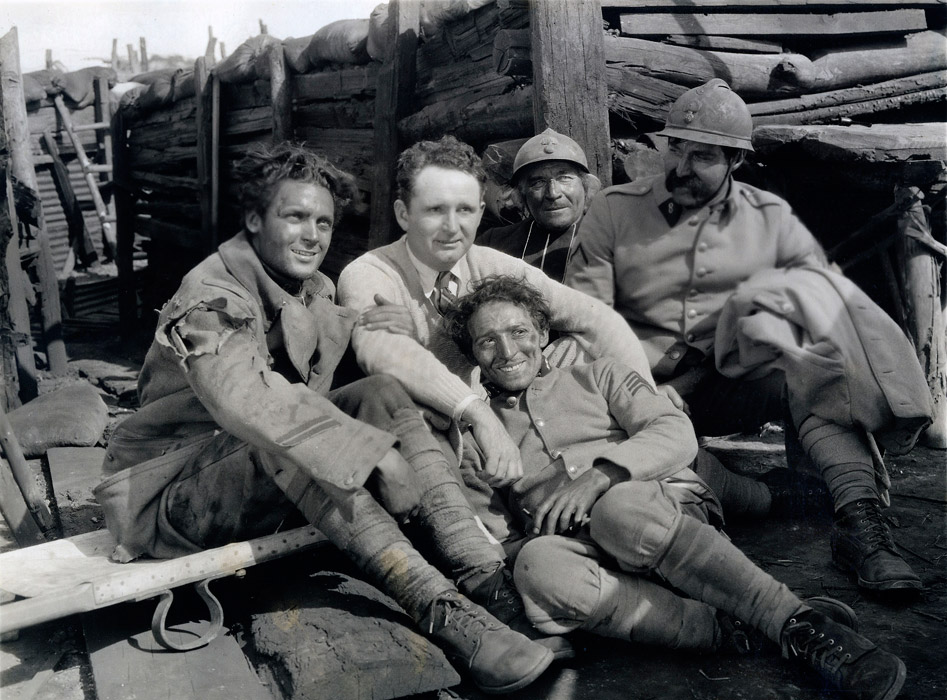
In secondo piano, con l'elmetto, sul set di Settimo cielo (1927)

Nato in Francia nel 1864, Chautard iniziò la sua carriera come attore lavorando al teatro Odeon. Si avvicinò al cinema solo nel 1910: con Victorin-Hippolyte Jasset lavorò in Eugenia Grandet (dal romanzo di Balzac) e poi in César Birotteau, film del 1911. Alla Éclair, dove venne nominato direttore artistico e capo regista, tenne anche dei corsi di teatro.
Partecipò all'avventura di Film d'Art, compagnia fondata dai fratelli Laffitte per cui girò Il mistero della camera gialla (1913), tratto dall'omonimo romanzo di Gaston Leroux e L'Aiglon (1913), dall'omonima opera teatrale di Edmond Rostand, dove interpretò Napoleone Bonaparte. Nel 1914 emigrò negli USA, paese dove andrà a lavorare anche un suo stretto collaboratore all'Éclair, il regista Maurice Tourneur. 
Chautard si stabilì negli Stati Uniti e si sposò. Realizzò una quarantina di film, tra i quali un'opera di prestigio come Daytime Wives (1923). A partire dal 1925, lavorò esclusivamente come attore, interpretando ruoli di primo piano come quello di papà Goriot in un adattamento di E. Mason Hopper dal titolo Paris at Midnight (1926), o secondari come quello del generale francese in Marocco (1930) di Josef von Sternberg, dove non venne, invece, neppure accreditato. Nel 1932 fece un'apparizione anche in Shanghai Express, sempre di Sternberg, nel ruolo del maggiore Lenard.
Morì il 24 aprile 1934 ed è sepolto all'Hollywood Forever Cemetery.

### Vita privata
Sposato con Alice Archainbaud, Chautard era patrigno del regista George Archainbaud.

## Filmografia
La filmografia - basata su IMDb - è completa.

### Regista
- La Quenouille de Barberine - cortometraggio (1910)
- Eugénie Grandet (1910)
- Le Voleur volé (1910)
- La Petite Maman (con il nome Émile Chautard) (1910)
- Entre le devoir et l'honneur (con il nome Émile Chautard) (1910)
- Petite Étoile (con il nome Émile Chautard) (1910)
- Le Trait d'union (con il nome Émile Chautard) (1910)
- Cavalleria rusticana (con il nome Émile Chautard) (1910)
- Le Médecin malgré lui (con il nome Émile Chautard) (1910)
- Le Coup de vent (1910)
- Cruelle Illusion (1911)
- Chiens et loups (con il nome Émile Chautard) (1911)
- Pour Maman (1911)
- César Birotteau (1911)
- Le Coeur et les yeux (1911)
- L'Ingénieux accident (con il nome Émile Chautard) (1911)
- Mariage aux étoiles (con il nome Émile Chautard) (1911)
- Mater dolorosa (con il nome Émile Chautard) (1911)
- Fiori d'inverno (La Fleur des neiges) (con il nome Émile Chautard) (1911)
- L'Aventure de Miette (con il nome Émile Chautard) (1911)
- Le Grand-père (con il nome Émile Chautard) (1911)
- Les Mains, co-regia Victorin-Hippolyte Jasset (1911)
- Quando cadono le foglie (Quand les feuilles tomberont) (con il nome Émile Chautard) (1911)
- L'Ennemi (con il nome Émile Chautard) (1911)
- La Poupée japonaise (con il nome Émile Chautard) (1911)
- Une Nuit d'épouvante (co-regista) (1911)
- Vieux Papiers, vieux souvenirs (con il nome Émile Chautard) (1911)
- Le Poison de l'humanité, co-regia Victorin-Hippolyte Jasset (1911)
- À la veille d'Austerlitz (1911)
- Sapho (1912)
- La Dame de chez Maxim's (1912)
- La Légende de l'Aigle - Tu ne tueras point - (con il nome Émile Chautard) (1912)
- La Légende de l'Aigle - Il était trois grenadiers (con il nome Émile Chautard) (1912)
- La Légende de l'Aigle - La boucle de cheveux (con il nome Émile Chautard) (1912)
- Le Déserteur (con il nome Émile Chautard) (1912)
- Le bonhomme jadis (1912)
- Conscience d'enfant (1912)
- Occupati d'Amelia (Occupe-toi d'Amélie) (con il nome Émile Chautard) (1912)
- L'Auberge sanglante (1913)
- La Marsigliese (La Marseillaise) (1913)
- L'Aiglon (con il nome Émile Chautard) (1913)
- La Crinière (1913)
- La Veuve joyeuse (con il nome Émile Chautard) (1913)
- Mathilde (1913)
- Il mistero della camera gialla (Le Mystère de la chambre jaune) (1913)
- Frode (Intorno ad un testamento) (Autour d'un testament) (con il nome Émile Chautard) (1913)
- L'Assaut de la terre, co-regia Victorin-Hippolyte Jasset (1913)
- Le passere affamate (Les Moineaux affâmés) (con il nome Émile Chautard) (1913)
- Il cenciaiuolo di Parigi (Le Chiffonnier de Paris) (con il nome Émile Chautard) (1913)
- La maledizione (La Malédiction) (con il nome Émile Chautard) (1913)
- Lo scultore cieco (Le Sculpteur aveugle) (con il nome Émile Chautard) (1913)
- Jean la Poudre co-regia Maurice Tourneur (1913)
- La duchessa delle Folies Bergères (La Duchesse des Folies-Bergères) (con il nome Émile Chautard) (1913)
- I dittatori (Le Dictateur) (con il nome Émile Chautard) (1913)
- La Dame de Monsoreau (1913)
- Le Coeur d'un gosse (con il nome Émile Chautard) (1913)
- La Fiancée maudite (1913)
- L'Indépendance de la Belgique en 1830 (1914)
- Il romanzo di un ladro (Le Roman d'un caissier) (1914)
- L'Apprentie (1914)
- Bagnes d'enfants (con il nome Émile Chautard) (1914)
- L'idea di Francesca (L'Idée de Françoise) (con il nome Émile Chautard) (1914)
- Le Mystère de Coatserho (con il nome Émile Chautard) (1914)
- Le Berger (con il nome Émile Chautard) (1914)
- Le Faiseur de fous (con il nome Émile Chautard) (1914)
- Passi sulla sabbia o Passi sulla sabbia ovvero: Le avventure del celebre poliziotto inglese William Tharps (Des Pas dans le sable) (1915)
- The Arrival of Perpetua (1915)
- Michele Regan lo sfruttatore (The Boss) (1915)
- The Little Dutch Girl (1915)
- Le Col bleu (con il nome Émile Chautard) (1915)
- The Rack (1915)
- Love's Crucible (1916)
- Human Driftwood (1916)
- Sudden Riches (1916)
- Friday the 13th (1916)
- The Heart of a Hero (1916)
- All Man (1916)
- The Man Who Forgot (1917)
- A Hungry Heart (1917)
- The Web of Desire (1917)
- The Family Honor (1917)
- Forget-Me-Not (1917)
- The Fires of Youth (1917)
- Under False Colors (1917)
- The Heart of Ezra Greer (1917)
- Magda (1917)
- Eterna tentatrice (The Eternal Temptress) (1917)
- The Marionettes (1918)
- The House of Glass (1918)
- The Ordeal of Rosetta (1918)
- Her Final Reckoning (1918)
- A Daughter of the Old South (1918)
- Under the Greenwood Tree (1918)
- Out of the Shadow (1919)
- His Parisian Wife (1919)
- Paid in Full (1919)
- The Marriage Price (1919)
- Eyes of the Soul (1919)
- Il mistero della camera gialla (The Mystery of the Yellow Room) (1919)
- Whispering Shadows (1921)
- The Black Panther's Cub (1921)
- Living Lies (1922)
- The Glory of Clementina (1922)
- Youth to Youth (1922)
- La donna è mobile (Forsaking All Others) (1922)
- Daytime Wives (1923)
- Untamed Youth (1924)

### Attore
- Fouquet, l'homme au masque de fer, regia di Camille de Morlhon (1910)
- La Savelli, regia di Camille de Morlhon (1911)
- L'Ennemi, regia di Emile Chautard (1911)
- Le Poison de l'humanité, regia di Emile Chautard e Victorin-Hippolyte Jasset (1911)
- La Tourmente, regia di Victorin-Hippolyte Jasset (1912)
- L'Aiglon, regia di Emile Chautard (con il nome Émile Chautard) (1913)
- Le Sculpteur aveugle, regia di Emile Chautard (1913)
- Protéa, regia di Victorin-Hippolyte Jasset (1913)
- A Girl's Folly, regia di Maurice Tourneur (1917)
- Paris at Midnight, regia di E. Mason Hopper (1926)
- Broken Hearts of Hollywood, regia di Lloyd Bacon (1926)
- Bardelys il magnifico (Bardelys the Magnificent), regia di King Vidor (1926)
- My Official Wife, regia di Paul L. Stein (1926)
- Upstage, regia di Monta Bell (1926)
- The Flaming Forest, regia di Reginald Barker (1926)
- Preferite il primo amore (Blonde or Brunette), regia di Richard Rosson (1927)
- Controcorrente (Upstream), regia di John Ford (1927)
- Whispering Sage, regia di Scott R. Dunlap (1927)
- Settimo cielo (7th Heaven), regia di Frank Borzage (1927)
- Now We're in the Air, regia di Frank R. Strayer (1927)
- La creola della Luisiana (The Love Mart), regia di George Fitzmaurice (1927)
- The Noose, regia di John Francis Dillon (1928)
- La donna e la tigre (His Tiger Wife), regia di Hobart Henley (1928)
- The Olympic Hero, regia di Roy William Neill (1928)
- Le sette aquile (Lilac Time), regia di George Fitzmaurice, Frank Lloyd (non accreditato) (1928)
- Out of the Ruins, regia di John Francis Dillon (1928)
- Caught in the Fog, regia di Howard Bretherton (1928)
- Adoration, regia di Frank Lloyd (1928)
- Marianne, regia di Robert Z. Leonard (1929)
- House of Horror, regia di Benjamin Christensen (1929)
- La compagnia d'assalto (Marianne), regia di Robert Z. Leonard - versione sonora di Marianne (1929)
- Times Square, regia di Joseph C. Boyle (1929)
- La perla di Hawaii (South Sea Rose), regia di Allan Dwan (1929)
- Rosa tigrata (Tiger Rose), regia di George Fitzmaurice (1929)
- Chi non cerca... trova (Free and Easy), regia di Edward Sedgwick (1930)
- Sweeping Against the Winds (1930)
- Estrellados, regia di Salvador de Alberich, Edward Sedgwick (1930)
- A Man from Wyoming, regia di Rowland V. Lee (1930)
- L'Énigmatique Monsieur Parkes, regia di Louis J. Gasnier (1930)
- Just like Heaven, regia di Roy William Neill (1930)
- Marocco (Morocco), regia di Josef von Sternberg (1930)
- Contre-enquête, regia di John Daumery (1930)
- Il piccolo caffè (Le Petit café), regia di Ludwig Berger (1931)
- Échec au roi, regia di Leon D'Usseau e Henri de la Falaise (1931)
- La Piste des géants, regia di Pierre Couderc (1931)
- Révolte dans la prison, regia di Pál Fejös, George W. Hill e Jacques Feyder (1931)
- The Common Law, regia di Paul L. Stein (1931)
- The Road to Reno, regia di Richard Wallace (1931)
- Il passaporto giallo (The Yellow Ticket), regia di Raoul Walsh (1931)
- Le Bluffeur, regia di Henry Blanke e André Luguet (1932)
- Cock of the Air, regia di Tom Buckingham (1932)
- Shanghai Express, regia di Josef von Sternberg (1932)
- L'amore perduto (The Man from Yesterday), regia di Berthold Viertel (1932)
- Venere bionda (Blonde Venus), regia di Josef von Sternberg (1932)
- Rasputin e l'imperatrice (Rasputin and the Empress), regia di Richard Boleslawski, Charles Brabin (non accreditato) (1932)
- L'Amour guide, regia di Jean Boyer e Gilbert Pratt (1933)
- The California Trail, regia di Lambert Hillyer (1933)
- Eroi senza patria (The Three Musketeers), regia di Colbert Clark e Armand Schaefer (1933)
- Orizzonti di fuoco (The Devil's in Love), regia di William Dieterle (1933)
- The Solitaire Man, regia di Jack Conway (1933)
- Rinunzie (Gallant Lady), regia di Gregory LaCava (1933)
- Partita a quattro (Design for Living), regia di Ernest Lubitsch (1933)
- Man of Two Worlds, regia di J. Walter Ruben (1934)
- Wonder Bar, regia di Lloyd Bacon (1934)
- Come On, Marines!, regia di Henry Hathaway (1934)
- Quando una donna ama (Riptide), regia di Edmund Goulding (1934)
- Viva Villa!, regia di Jack Conway e (non accreditati) Howard Hawks e William A. Wellman (1934)

### Sceneggiatore
- Après la chute de l'Aigle, regia di Victorin-Hippolyte Jasset - scenario (1910)
- La Petite maman, regia di Emile Chautard - scenario (1910)
- Le Trait d'union, regia di Emile Chautard - scenario (1910)
- Chiens et loups, regia di Emile Chautard - scenario (1911)
- Pour Maman, regia di Emile Chautard- sceneggiatore (1911)
- Le Coeur et les yeux, regia di Emile Chautard - scenario (1911)
- Mariage aux étoiles - scenario (1911)
- La Fleur des neiges - scenario (1911)
- L'Aventure de Miette - scenario (1911)
- Le Grand-père - scenario (1911)
- Quand les feuilles tomberont - scenario (1911)
- Le Poison de l'humanité - sceneggiatore (1911)
- Le Mystère de Notre-Dame de Paris - scenario (1912)
- La Tourmente - scenario (1912)
- Le Bonhomme jadis - scenario (1912)
- Le Mystère de Coatserho - scenario (1914)
- Le Berger (scenario) (1914)
- The Man Who Forgot, regia di Emile Chautard - scenario (1917)
- Il mistero della camera gialla (The Mystery of the Yellow Room), regia di Emile Chautard - scenario (1919)

### Produttore
- Il mistero della camera gialla (The Mystery of the Yellow Room), regia di Emile Chautard - (produttore) (1919)
- Youth to Youth, regia di Emile Chautard - (produttore) (1922)